# 小川みどりが丘
小川みどりが丘（おがわみどりがおか）は、埼玉県比企郡小川町北部にある、町内2大住宅団地の一つ。（他に小川パークヒルがある）
1丁目から5丁目からなる。

## 地区

### 構成
- 1丁目から5丁目はそれぞれ小川町の行政区となり、各行政区には、小川町長から委嘱を受けた区長がいる。
- 1丁目から5丁目の全住民が加入して、「みどりが丘自治会」を組織している。
  - 自治会加入者数 ： 約95%

### 住民概況（平成27年1月現在）
- 1丁目 ： 125世帯 373人
- 2丁目 ： 296世帯 721人
- 3丁目 ： 320世帯 854人
- 4丁目 ： 376世帯 1134人
- 5丁目 ： 350世帯 959人

空き家総数 約5%
町（丁）字別人口調査 平成27年1月1日現在 第3表（埼玉県）

## みどりが丘自治会
1989年（平成元年）結成。
1999年（平成11年）4月、地縁団体として法人格を取得。
役員
- 会長 ： 1名
- 副会長 ： 若干名（現在 5個丁目から各一名の合計5名）
副会長をもって、小川町長に区長としての委嘱を受けるべく推薦するため、毎年4月に行われる自治会総会で決議している。
- 班長 ： 86名（86個班）
- 専門部役員 86名 （1個班より1名）
  - 専門部 ： 総務 安全対策部 衛生部 体育部 文化部 広報部
    - 会計
    - 監査

年間主要行事・業務
- 総会 ： 毎年4月中旬から下旬  幹事役員会（会長、副会長・区長、専門部代表幹事役員 合計22名 基準） 毎月第1日曜日
- みどりが丘祭り ： 毎年10月第三週目の土・日
- 地区内防犯パトロール ： 昼間 毎月1回 ／ 夜間 毎週1回
- どんど焼き ： 毎年1月中旬（日）
- 春季地区内大掃除 ： 毎年5月下旬（日）
- 年末地区内大掃除 ： 毎年12月中旬（日）
- 小川町地区内体育祭参加 ： 毎年10月初旬（日）
- ウォーキング ： 毎年11中旬（土）
- 広報誌（みどりが丘だより） ： 年間4回発行（4月、6月、9月、12月）
- 福祉活動（小川町社会福祉協議会との連携） ： 随時

## 主な施設
地域内施設
- 小川町立みどりが丘小学校（平成3年4月開校）
- 小川町立欅台中学校（平成9年4月開校）
- みどりが丘郵便局（平成○年開局）

## 交通機関
鉄道
- 東武東上線、JR八高線小川町駅から北に約4km
  - 川越観光バス 小川町駅〜みどりが丘（循環）

道路
- 関越自動車道
  - 嵐山小川インターチェンジから約2km
- 一般国道
  - 国道254号（バイパス）
  - 歩道橋によりみどりが丘団地内へ